# جاويد هاشمي
مخدوم محمد جاويد هاشمي (بالأردوية: مخدوم محمد جاوید ہاشمی)‏، (1 يناير 1948 - )، هو سياسي باكستاني واقعي، ومفكر محافظ بارز في الرابطة الإسلامية الباكستانية (ن).
شغل منصب وزير في حكومة نواز شريف في التسعينيات، وينتمي إلى المدرسة الواقعية للعلاقات الدولية، وهو مؤيد لدعم السيطرة المدنية على الحكومة الفيدرالية والجيش.:143 حُكم عليه لفترة وجيزة بالحبس الانفرادي عام 2004 بسبب مزاعم الخيانة، وألغت المحكمة العليا الحكم في 4 أغسطس 2007. ترأس حزب الرابطة الإسلامية (ن) لمدة نصف عقد، ودعم حركة الإقالة ضد برويز مشرف مع نواز شريف، ثم ابتعد عن حزب الرابطة الإسلامية (ن) وانضم إلى حركة الإنصاف الباكستانية عام 2011، لكنه أطيح به بعد اختلافه مع المظاهرة ضد الحكومة المنتخبة عام 2014.